# Крістін Роудс
Крістін Роуд (анґ. Kristin Rhodes, нар. 10 вересня 1975, США) — американська спортсменка, переможець змагання Найсильніша жінка у світі у 2012 році.

## Життєпис
Племінниця бігуна на короткі дистанції Тіма Денієлсона. До занять спортом була залучена ще з раннього віку. Займалася футболом, метанням диска, метанням списа та метанням молота.
Тренуватися у напрямку стронґмену розпочала під керівництвом свого чоловіка — Дональда Алана Роудса, офіцера дорожньої поліції Каліфорнії, який теж займався стронґменом. Навчалася в Університет штату Каліфорнія в Сан-Дієго. Її перше змагання відбулося у місті Санта-Круз, Каліфорнія в 2006 році.